# Stockby

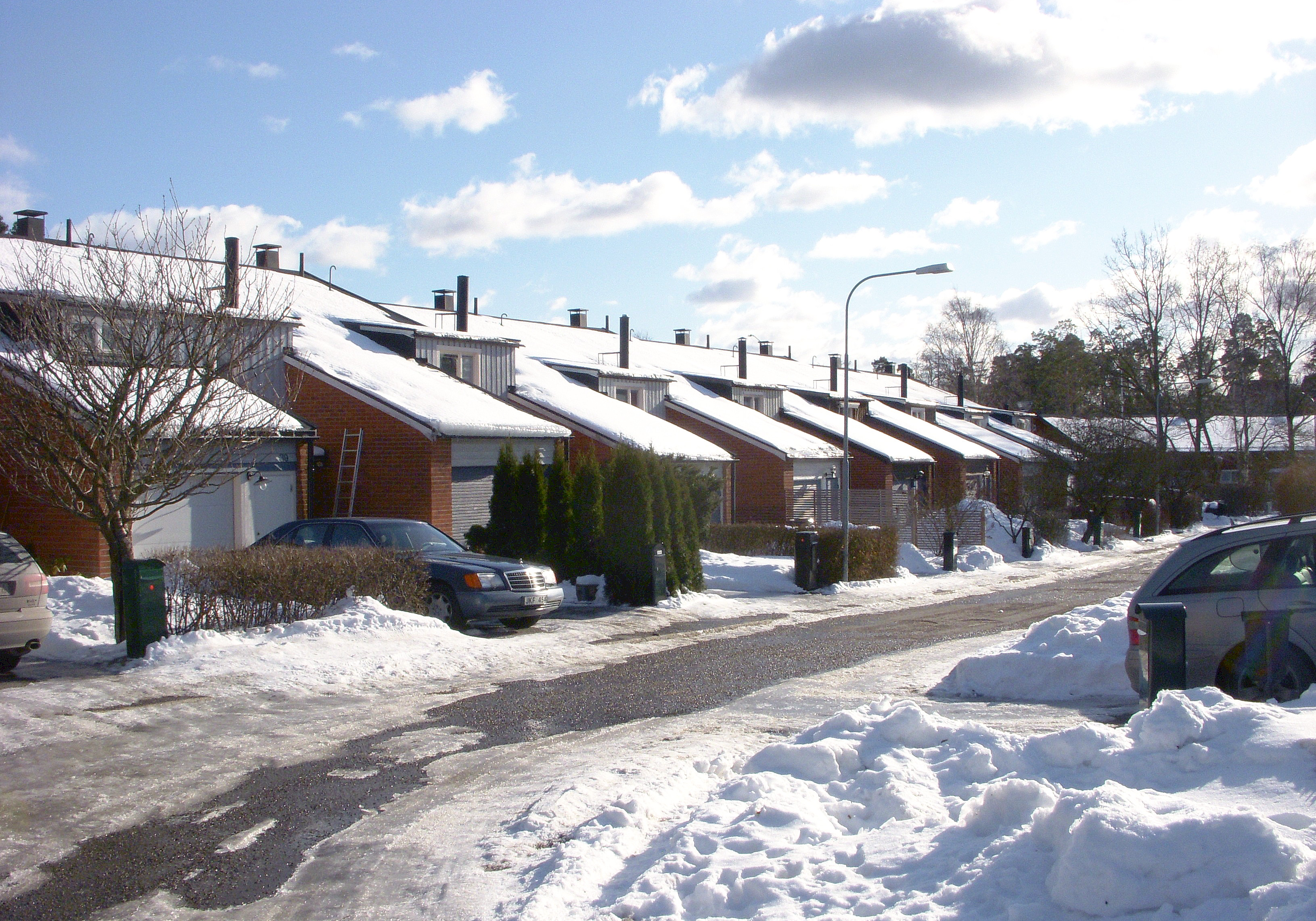
Radhusområde i Stockby, mars 2011.

Stockby är en stadsdel i Lidingö, Lidingö kommun, Stockholms län. Området har bostadsbebyggelse i huvudsak i den västra delen i anslutning till Kottlavägen och mot Kottlasjöns norra strand i området Trasthagen. Stockbysjön ligger mitt i området. 

## Historia

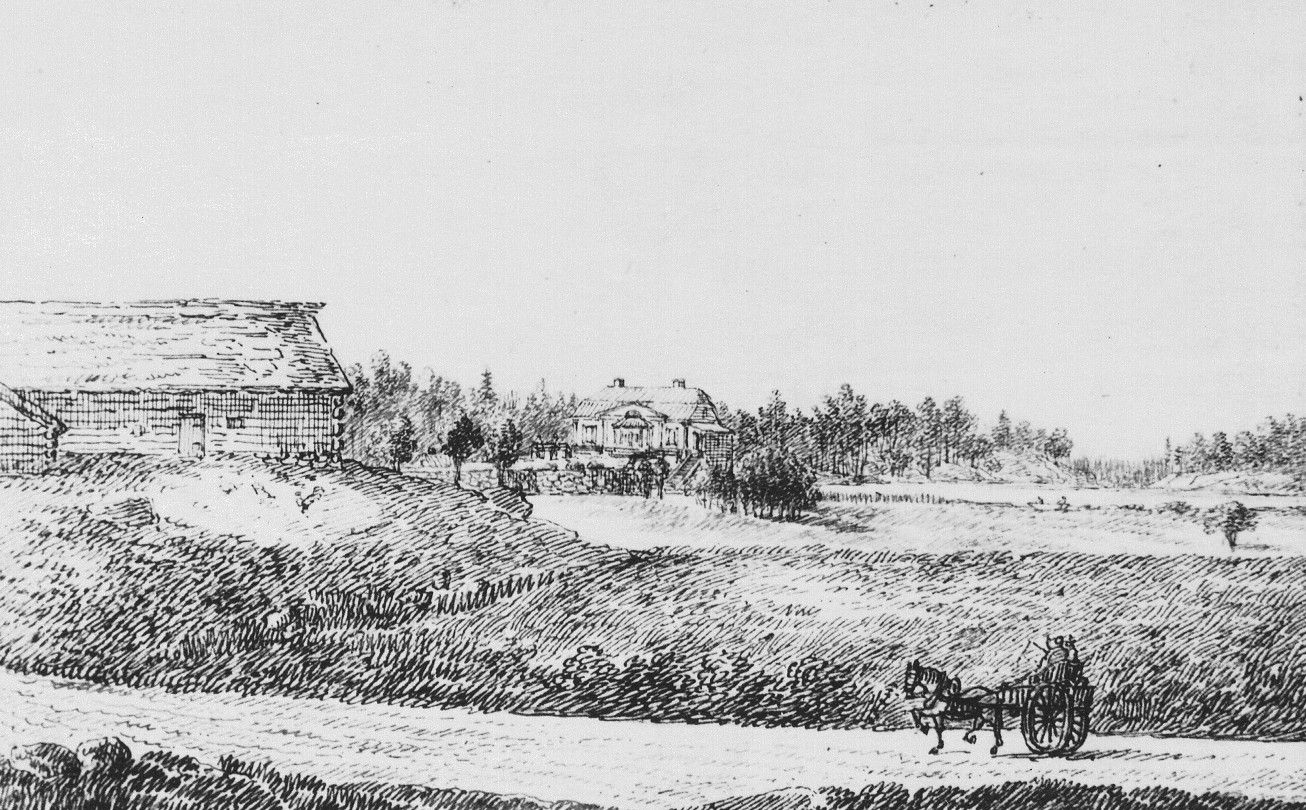
Stockby gård omkring 1815 på en teckning av Axel Fredrik Cederholm.

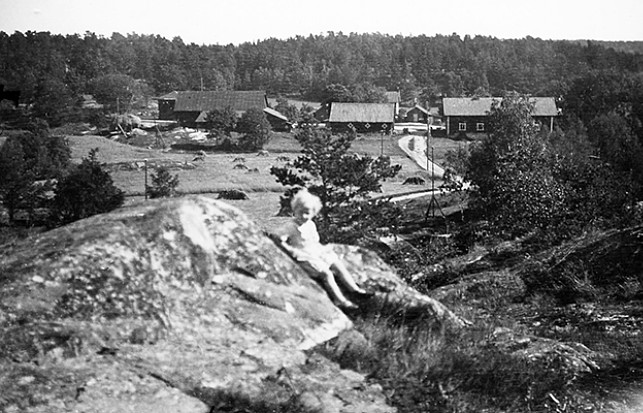
Stockby gård sommaren 1921.

Stockby anses som en av de tidigast fast bebodda platserna på Lidingö där man funnit flera stora gravlämningar från yngre järnåldern (600-1050). Ända in på 1950-talet bedrevs ett aktivt jordbruk vid Stockby gård. Vid tiden för Lidingös avskiljande från Djursholms fideikommiss år 1774 tillhörde även den närbelägna Kottla Gård Stockby. Namnet Stockby, med den forntida stavningen Stukka by, tros ha uppkommit genom de stockbelagda övergångsställen som fanns i kärr i området, bland annat i Västra Långängskärret som numera är uppdämt till en fågelsjö.
Stockby gård köptes 1815 av överstelöjtnant Klas Hallencreutz som lät uppföra en stor mangårdsbyggnad i trä på sluttningen ner mot Stockbysjöns norra strand, ett 50-tal meter från sjön. Huset var uppfört på en upphöjning över åkermarken, byggd av grova sprängda granitblock med en kort ramp fram till huset innefattande en terrass. Han sålde gården 1822 varefter den bytte ägare flera gånger under 1800-talet. 1850 eldhärjades gården, därefter tjänstgjorde en ombyggd statarlänga som corps de logi. 1885 köptes Stockby gård av lantbrukaren Anders Jönsson som styckade av tomter med nyttjanderätt för sommarstugor. 
Den siste innehavaren var målarmästare Johan Wilhelm Wirström som köpte gården 1892. Han sålde hela egendomen, omfattande 51 ha, 1919 till Lidingö köping för 400 000 kr. Därefter brukades gården av olika arrendatorer fram till 1950 då jordbruket drevs under Bo gård fram till 1961 och därefter lades ner. Samtliga ekonomibyggnader revs 1950, dock inte sädesmagasinet öster om gården som blev kvar några år innan det också revs. Endast resterna av stenrampen fram till den gamla gårdsbyggnaden, som brann omkring 1880 och terrassen finns kvar. Den gamla vägen från Mölna till Lidingö kyrka gick förbi Kottla Gård via den västra sidan om Stockby gård. Ett kort stycke av den gamla vägen finns noterad som fornlämning.

## Stockby idag

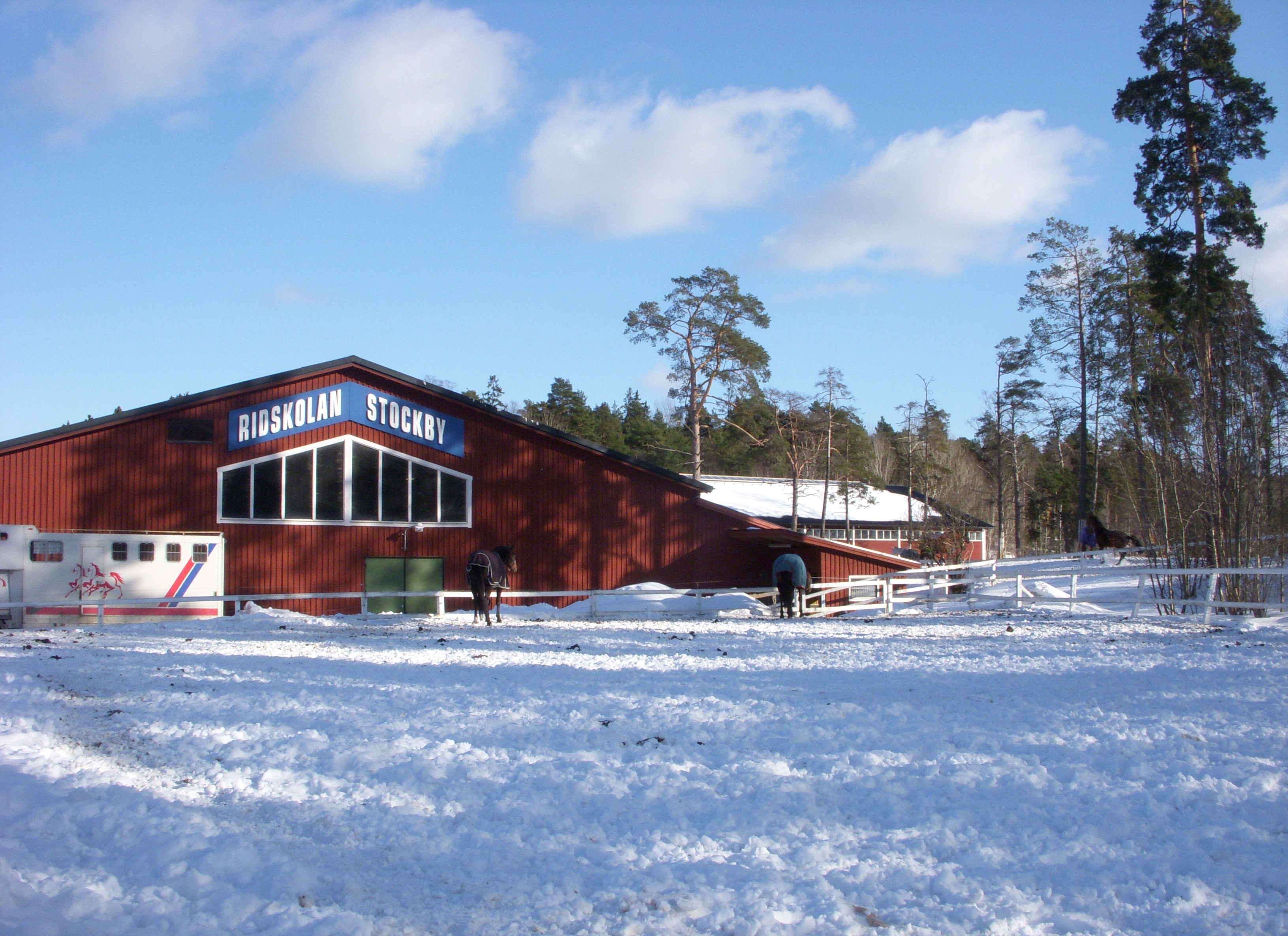
Ridskolan Stockby i mars 2011.

I Stockby finns många av de mindre industrier som finns på Lidingö. Här finns bland annat Stockby hantverksby med ett 20-tal företag, Lidingö stads maskinförråd, en bilskrot, ett trädgårdshandelscenter, en lastbilscentral, ett bageri, Lidingö stads återvinningscentral och i ytterområdet mot nordväst, två bilplåtverkstäder och Svensk Bilprovning med en provningsstation. Samt en ny och fin auktoriserad Volvo/Ford bilverkstad. En utvidgning av området åt nordväst utefter Båtsmansvägen för fler företag är under byggnation.
I Stockby ligger också Lidingös motionsgård med belysta joggingslingor 1–3 km och utomhus styrketräningsredskap. På vintern finns det utmärkta skidspår i området som sträcker sig bort mot de öppna fälten vid Långängen. Motionsgårdens hus med omklädningsrum, dusch, bastu och cafeteria som tidigare drevs av Lidingö stad är numera utarrenderat till ett fullutrustat privat gym som det krävs medlemskap i för att kunna nyttjas.

## Trasthagen

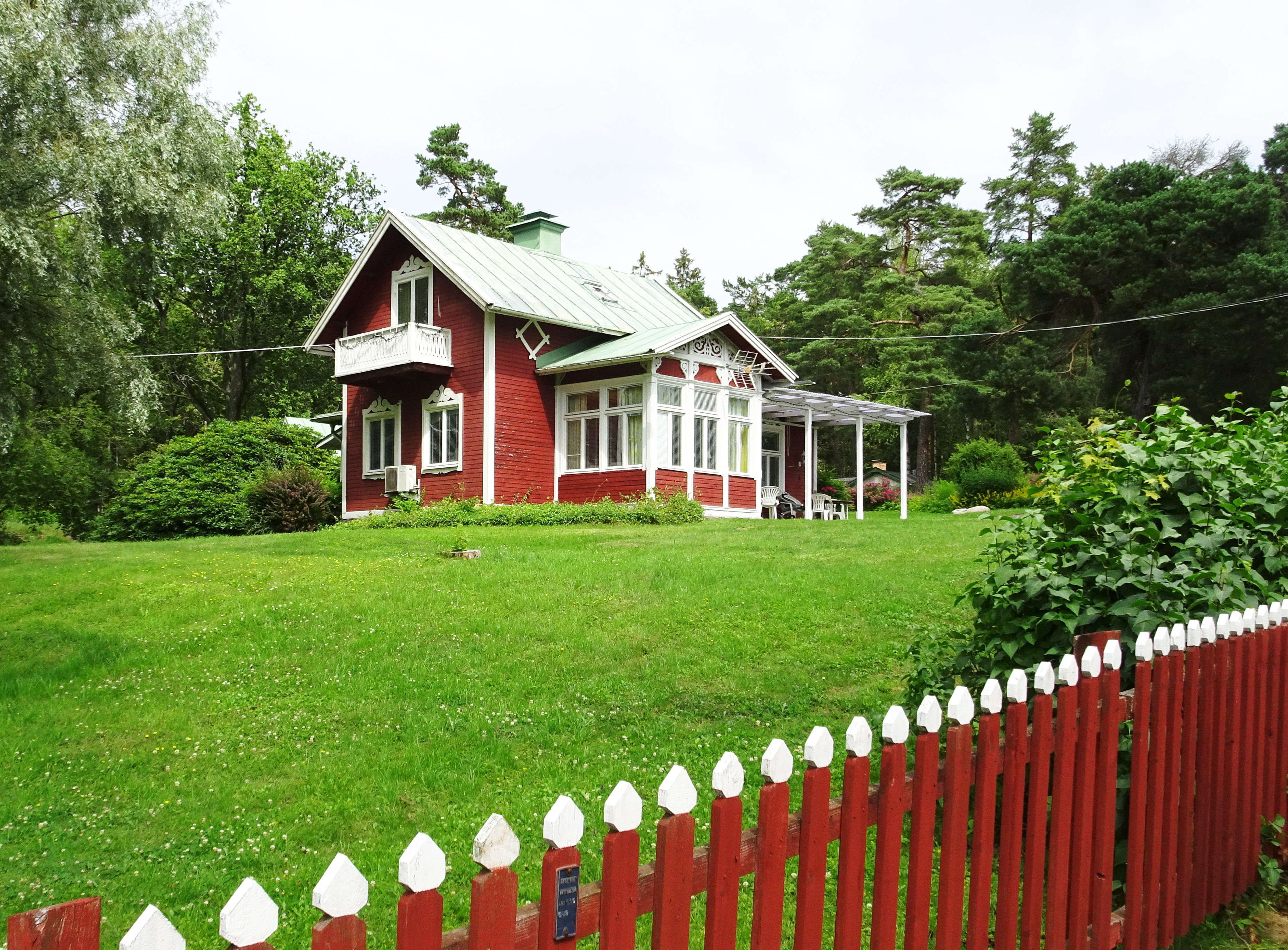
Villa i Trasthagen

Området Trasthagen utgör ett unikt gammalt sommarstugeområde med många bevarade hus från sent 1880-talet. Marken ägdes till viss del tidigare av Lidingö stad där byggnaderna var uppförda med tomträtt, men idag är samtliga tomter friköpta. Trasthagen har sitt ursprung i den ursprungliga Stockby gård i närheten som köptes 1885 av lantbrukaren Anders Jönsson. 
Han lät under åren 1885-1889 uppföra ett antal lägenheter med nyttjanderättsavtal vid Kottlasjön och utmed vägen mellan Stockby och Kottlasjön. En av dessa lägenheter, som kallades Trasthagen, kom senare att ge namn åt hela området Trasthagen. Till en början fanns det ingen väg till Trasthagen utan sommargästerna tog sig via båt från Kottlasjöns sydsida. Vägen anlades först på 1930-talet som ett nödhjälpsarbete.
De flesta av de äldre husen är numera ombyggda till permanentbostäder. Många nya hus har också tillkommit under senare delen av 1900-talet och in på 2000-talet. Både ombyggda äldre hus och nybyggda har till stor del behållit den ursprungliga arkitekturen från sent 1880-tal och runt sekelskiftet 1900, genom de restriktioner i utförande som finns för husen i området. Trasthagen ingår i kommunens kulturhistoriskt värdefulla områden.